# Martí Garralaga Sangorrin
Martí Garralaga Sangorrin (Sant Martí de Provençals, 10 de novembre de 1894 – Los Angeles, Califòrnia, EUA, 12 de juny de 1981), de nom artístic Martín Garralaga, va ser un cantant i actor català, que va destacar com a actor de cinema a Hollywood. Va estar casat amb la cantant i actriu Rosa Rey, de nom real Isabel Mercedes Tarragó.

## Biografia
Va néixer al carrer Gran de la Sagrera, quan aquest barri, ara de Barcelona, pertanyia al municipi de Sant Martí de Provençals. Va començar cantant com a baríton a l'església parroquial de Sant Martí de Provençals, però més tard va passar a ser tenor. Va estudiar 8 anys de cant, tenint com a companys d'estudi a Miguel Fleta i a Hipòlit Lázaro.
Un seguit de concerts a Barcelona li van donar un gran cartell que li proporcionà un contracte per anar a L’Havana (Cuba) amb una companyia d'òpera. Però en arribar, el país no agradà a la companyia i aquesta es va dividir; alguns van tornar a Barcelona mentre que a Garralaga el va contractar l'empresari italià Adolfo Bracale, amb qui va recórrer l'Amèrica Central i del Sud, cantant òpera, opereta i sarsuela.
Després va anar a Nova York (EUA), a cantar al Gran Teatre Apol·lo, on seguiren els seus èxits, sent un dels artistes que recollia més simpaties. Va gravar diversos discs de les grans marques Pâthé i Brunswick.
Més tard marxà a Hollywood per a dedicar-se al cinema. Era un moment de demanda d'actors de parla espanyola i, el també català Xavier Cugat, li va proposar fer el personatge de torero en Charros, Gauchos y Manolas (1930), l'única pel·lícula que va escriure i dirigir Cugat, un musical totalment en espanyol, adreçat al públic de parla hispana. La pel·lícula va ser un fracàs, ja que la majoria dels cinemes hispans no disposaven encara dels aparells necessaris per projectar films sonors. Xavier Cugat va convèncer Walt Disney per a participar-hi, i va ser el primer llargmetratge en què va col·laborar, al gravar personalment tots els números musicals de la pel·lícula. Aquest va ser el primer film sonor de Hollywood parlat en espanyol.
La participació de Garralaga en aquest film va ser un punt d'inflexió en la seva carrera professional perquè abandonà la seva vesant de cantant per a dedicar-se a la interpretació al cinema.
Va participar com a actor de repartiment en gairebé tres-centes pel·lícules, algunes per a grans estudis com Warner Bros, Metro Goldwyn Mayer, Fox Film i Paramount Pictures, a més de serials radiofònics i sèries de televisió. Participà a La llama sagrada (1931), La càrrega de la Brigada lleugera (1936), Casablanca (1942), For Whom the Bell Tolls (1943) i The Snows of Kilimanjaro (1952). El paper de Pancho, com a company en diverses pel·lícules de Cisco Kid, el famós personatge de l'època, li donà una especial rellevància.
Va morir el 12 de juny de 1981 a la residència per a professionals de cinema i televisió de Woodland Hills, a Los Angeles, Califòrnia, EUA. Al mes de novembre de 2023 l'Ajuntament de Barcelona li dedicar un carrer al Districte de Sant Andreu.

## Filmografia
- Charros, gauchos y manolas (1930) - artista espanyol
- King of Jazz (1930) - Emcee - Versió espanyola
- El hombre malo (1930) - Bradley
- El precio de un beso (1930)
- El último de los Vargas (1930) - Erche
- Mr. Wu (1930) - Mr. Holman
- Sevilla de mis amores (1930) - Enrique Varga
- Los que danzan (1930) - Pat Hogan
- De frente, marchen (1930) - El capità Scott
- La llama sagrada (1931) - Mauricio Taylor
- La gran jornada (1931) - Martin
- La dama atrevida (1931) - Carlos Townsend
- Cuerpo y alma (1931) - jove
- There Were Thirteen (1931) - John Ross
- The Gay Caballero (1932) - Manuel
- Marido y mujer (1932)
- El rey de los gitanos (1933) - Gregor
- Dos noches (1933) - Pedro Hernádez
- No dejes la puerta abierta (1933) - Entrenador
- Yo, tú y ella (1933) - Minor Role (sense acreditar)
- La cruz y la espada (1934) - Jaime
- Un capitan de Cosacos (1934) - Ordenança
- The Singer of Naples (1935) - Beppo
- George White's 1935 Scandals (1935) - espanyol (sense acreditar)
- In Caliente (1935) - cambrer (sense acreditar)
- Under the Pampas Moon (1935) - escribà (sense acreditar)
- Angelina o el honor de un brigadier (1935) - Pedro
- Piernas de seda (1935) - Evans
- Rosa de Francia (1935) - El marquès de Grimaldo
- Te quiero con locura (1935) - Director
- The Law of 45's (1935) - Joe Sanchez
- De la sartén al fuego (1935) - Subtinent Cartellini
- Lawless Border (1935) - Sanchez
- A Message to Garcia (1936) - Rodríguez
- The Border Patrolman (1936) - Carlos (sense acreditar)
- Anthony Adverse (1936) - Àrab (sense acreditar)
- The Charge of the Light Brigade (1936) - Panjari (sense acreditar)
- Song of the Gringo (1936) - Don Esteban Valle
- Smoke Tree Range (1937) - Pio (sense acreditar)
- Another Dawn (1937) - Ali (sense acreditar)
- Riders of the Rockies (1937) - RCapità Mendoza
- Boots of Destiny (1937) - Jose Vasco
- Love Under Fire (1937) - Luis (sense acreditar)
- The Sheik Steps Out (1937) - recepcionista de l'hotel (sense acreditar)
- The Mysterious Pilot (1937, Serial) - parella de ball de Babette (sense acreditar)
- Rose of the Rio Grande (1938) - Luis
- Four Men and a Prayer (1938) - nadiu (sense acreditar)
- Air Devils (1938) - Conspirador (sense acreditar)
- Outlaw Express (1938) - Don Ricardo Hernandez
- Mis dos amores (1938) - Alfonso Hernandez
- Starlight Over Texas (1938) - Capità Gomez
- The Law West of Tombstone (1938) - Chuy (sense acreditar)
- El trovador de la radio (1938) - botiguer
- Di que me quieres (1939) - Desparrat
- Juarez (1939) - Negroni
- Forged Passport (1939) - cambrer mexicà (sense acreditar)
- Papá Soltero (1939) - Pérez
- Panama Lady (1939) - policia (sense acreditar)
- Code of the Secret Service (1939) - soldat mexicà (sense acreditar)
- La noia de Mèxic (The Girl from Mexico) (1939) - parent de la Carmelita (sense acreditar)
- Overland with Kit Carson (1939, Serial) - Col. Martino (Cap. 3) (sense acreditar)
- Mutiny on the Blackhawk (1939) - (sense acreditar)
- The Fighting Gringo (1939) - Pedro
- Law of the Pampas (1939) - Bolo-Carrier (sense acreditar)
- Another Thin Man (1939) - Pedro (sense acreditar)
- The Mad Empress (1939) - General Miramar (sense acreditar)
- El rancho del pinar (1939) - Adobe
- Legion of the Lawless (1940) - Manuel (sense acreditar)
- Rhythm of the Rio Grande (1940) - Pablo
- Stage to Chino (1940) - Pedro
- Rangers of Fortune (1940) - oficial mexicà (sense acreditar)
- Wagon Train (1940) - comprador (sense acreditar)
- Meet the Wildcat (1940) - policia (sense acreditar)
- Doomed Caravan (1941) - Padre (sense acreditar)
- The Son of Davy Crockett (1941) - mexicà (sense acreditar)
- Our Wife (1941) - conductor cubà (sense acreditar)
- Law of the Tropics (1941) - Pedro (sense acreditar)
- International Lady (1941) - conductor (sense acreditar)
- The Night of January 16th (1941) - policia cubà (sense acreditar)
- The Lady Has Plans (1942) - Maitre D' (sense acreditar)
- Spy Smasher (1942, Serial) - Commandant [Cap. 2] (sense acreditar)
- Ship Ahoy (1942) - Hotel Clerk (sense acreditar)
- In Old California (1942) - Señor Alvarez (sense acreditar)
- Undercover Man (1942) - Cortez (sense acreditar)
- Casablanca (1942) - cambrer a Rick's (sense acreditar)
- Fora de la llei (The Outlaw) (1943) - Mike - cambrer (sense acreditar)
- For Whom the Bell Tolls (1943) - Capità Mora
- Adventure in Iraq (1943) - Gran Sacerdot
- How to Operate Behind Enemy Lines (1943) - Agent enemic Y (sense acreditar)
- The Purple Heart (1944) - Manuel Siva (sense acreditar)
- Voice in the Wind (1944) - Policia
- The Laramie Trail (1944) - Don Louis Alarcon
- Tampico (1944) - mariner Serra (sense acreditar)
- Going My Way (1944) - Zuñiga (sense acreditar)
- Man from Frisco (1944) - Mexicà (sense acreditar)
- The Hairy Ape (1944) - oficial espanyol al moll (sense acreditar)
- The Conspirators (1944) - Detectiu (sense acreditar)
- Black Arrow (1944, Serial) - Pancho
- The Cisco Kid Returns (1945) - Pancho Gonzales
- In Old New Mexico (1945) - Pancho Gonzales
- West of the Pecos (1945) - Don Manuel
- South of the Rio Grande (1945) - Pancho
- Voice of the Whistler (1945) - Tony (sense acreditar)
- Mexicana (1945) - Policia
- Iolanda i el lladre (Yolanda and the Thief) (1945) - Policia (sense acreditar)
- Masquerade in Mexico (1945) - Jose (sense acreditar)
- The Sailor Takes a Wife (1945) - oficial brasiler (sense acreditar)
- Adventure (1945) - Nick (sense acreditar)
- Perilous Holiday (1946) - Manuel Perez (sense acreditar)
- The Gay Cavalier (1946) - Don Felipe Geralda
- Mysterious Intruder (1946) - Detectiu (sense acreditar)
- The Virginian (1946) - Ed (sense acreditar)
- South of Monterey (1946) - Commandant Auturo Morales
- Strange Voyage (1946) - Manuel
- Personality Kid (1946) - Melendez (sense acreditar)
- Monsieur Beaucaire (1946) - servent espanyol (sense acreditar)
- The Thrill of Brazil (1946) - Alberto (sense acreditar)
- Don Ricardo Returns (1946) - Miguel Porcoreno
- Beauty and the Bandit (1946) - Dr. Juan Valegra
- Plainsman and the Lady (1946) - Alvarades (sense acreditar)
- The Chase (1946) - cotxer a l'Havana (sense acreditar)
- Riding the California Trail (1947) - Don José Ramirez
- California (1947) - pastor mexicà (sense acreditar)
- Apache Rose (1947) - client del cafè (sense acreditar)
- Carnival in Costa Rica (1947) - Cabbie (sense acreditar)
- Twilight on the Rio Grande (1947) - Mucho Pesos
- Lluna de mel (Honeymoon) (1947) - Oficial (sense acreditar)
- Jungle Flight (1947) - recepcionista (sense acreditar)
- Framed (1947) - conserge al cafè (sense acreditar)
- Gunfighters (1947) - Padre (sense acreditar)
- Ride the Pink Horse (1947) - cambrer
- The Lost Moment (1947) - cambrer (sense acreditar)
- The Senator Was Indiscreet (1947) - cambrer italià (sense acreditar)
- Homes de presa (Tycoon) (1947) - Chávez
- El tresor de Sierra Madre (The Treasure of the Sierra Madre) (1948) - Conductor de ferrocarril (sense acreditar)
- Madonna of the Desert (1948) - Papa Baravelli
- Port Said (1948) - porter
- Up in Central Park (1948) - Bertolli (sense acreditar)
- Four Faces West (1948) - Florencio
- Rogues' Regiment (1948) - Hazaret
- The Saxon Charm (1948) - Manager (sense acreditar)
- Shep Comes Home (1948) - Manuel Ortiz
- The Feathered Serpent (1948) - Pedro Francisco Lopez
- The Big Sombrero (1949) - Felipe Gonzales
- The Bribe (1949) - Pablo Gomez
- The Last Bandit (1949) - Patrick Moreno
- Streets of San Francisco (1949) - Rocco
- Susanna Pass (1949) - Carlos
- The Great Sinner (1949) - Maharajah (sense acreditar)
- Jolson Sings Again (1949) - Mr. Estrada (sense acreditar)
- Joe Palooka in the Counterpunch (1949) - Anunciador
- Sword in the Desert (1949) - Ahmed el Gran (sense acreditar)
- Holiday in Havana (1949) - Mr. Estrada (sense acreditar)
- Border Incident (1949) - Col. Rafael Alvarado (sense acreditar)
- There's a Girl in My Heart (1949) - Luigi
- The Outriders (1950) - pare Damasco
- The Kid from Texas (1950) - Morales
- Les aventures del capità Blood (Fortunes of Captain Blood) (1950) - Antonio Viamonte
- Crisis (1950) - Señor Magano (sense acreditar)
- A Lady Without Passport (1950) - policia (sense acreditar)
- Marcat a foc (Branded) (1950) - Hernandez
- The Bandit Queen (1950) - pare Antonio
- Havana Rose (1951) - Philip
- Bride of the Gorilla (1951) - Natiu
- The Fighter (1952) - Luis Rivera
- 5 Fingers (1952) - majordom (sense acreditar)
- The Fabulous Senorita (1952) - capità Garcia
- African Treasure (1952) - Pedro Sebastian
- Captain Pirate (1952) - Turc (sense acreditar)
- Bela Lugosi Meets a Brooklyn Gorilla (1952) - Pepe Bordo / cambrer
- The Snows of Kilimanjaro (1952) - oficial espanyol (sense acreditar)
- The Ring (1952) - Vidal Cantanios
- Tropical Heat Wave (1952) - Ignacio Ortega
- Woman in the Dark (1952) - 'Papa' Morello
- Adventures of Superman (1952-1955, sèrie de televisió) - Pedro / cap de policia
- Tropic Zone (1953) - Crupier (sense acreditar)
- San Antone (1953) - Phillipa (sense acreditar)
- The Hitch-Hiker (1953) - cambrer (sense acreditar)
- Law and Order (1953) - Mexicà (sense acreditar)
- Perseguida (Second Chance) (1953) - Don Pascual (sense acreditar)
- Captain Scarface (1953) - Manuel
- Border River (1954) - Guzman
- Jubilee Trail (1954) - Don Rafael Velasco
- Secret of the Incas (1954) - (sense acreditar)
- The Law vs. Billy the Kid (1954) - Miguel Bolanos (sense acreditar)
- Green Fire (1954) - Gonzales (sense acreditar)
- Interrupted Melody (1955) - Dr. Ortega (sense acreditar)
- A Man Alone (1955) - Ortega
- Serenade (1956) - Romero (sense acreditar)
- Blackjack Ketchum, Desperado (1956) - Jaime Brigo
- The Unknown Terror (1957) - natiu
- Tip on a Dead Jockey (1957) - Pietro (sense acreditar)
- Gunsight Ridge (1957) - Ramon (sense acreditar)
- Man in the Shadow (1957) - Jesus Cisneros
- El pistoler esquerrà (The Left Handed Gun) (1958) - Saval
- Gunmen from Laredo (1959) - Jaro (sense acreditar)
- It Started with a Kiss (1959) - Señor Lagonzaga (sense acreditar)
- Cry Tough (1959) - home enfadat (sense acreditar)
- The Last Angry Man (1959) - Angelo Travicanti (sense acreditar)
- Bat Masterson (1960) - Pia Anselm
- Lonely Are the Brave (1962) - vell
- The Alfred Hitchcock Hour (1963) (Temp 1 Ep. 21: "I'll Be Judge - I'll Be Jury") - capellà mexica
- Fun in Acapulco (1963) - Manager al hotel Tropicana (sense acreditar)
- Island of the Blue Dolphins (1964) - capellà
- The High Chaparral (1969, sèrie de televisió) - Francisco
- What Ever Happened to Aunt Alice? (1969) - Juan